# جيمس فورست (لاعب كريكت)
جيمس فورست (14 ديسمبر 1921 في المملكة المتحدة - 4 يوليو 2010 في جنوب أفريقيا) (بالإنجليزية: James Forrest)‏ هو لاعب كريكت جنوب أفريقي.

## وصلات خارجية
- جيمس فورست على موقع إي آس بي آن كريك إنفو (الإنجليزية)